# Boule e Bill

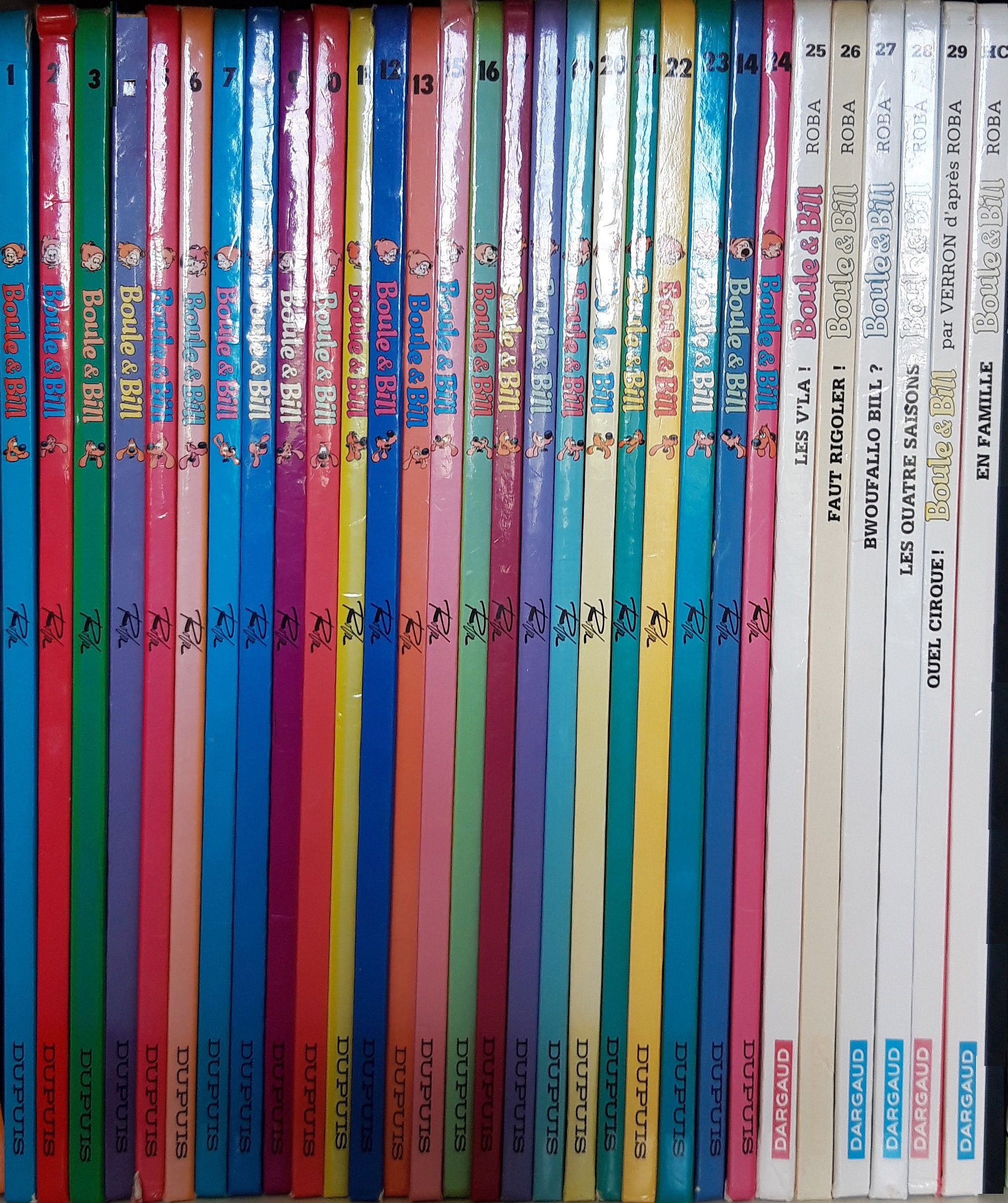
Boule e Bill da 1 a 29.

Boule et Bill (AFI: [bulebilː]; Bill e Bull nell'edizione italiana, in cui curiosamente i nomi dei due protagonisti sono scambiati) è una serie belga di fumetti umoristici per bambini, che prende il nome dai suoi due personaggi principali. Creata nel 1959 da Jean Roba, è stata ripresa in seguito nel 2003 da Laurent Verron e infine nel 2016 dallo sceneggiatore Christophe Cazenove e dal vignettista Jean Bastide.
È stata resa famosa dalla rivista belga di fumetti Spirou, dove compare per la prima volta nel numero 1132. Si tratta di un racconto breve ideato in collaborazione con Maurice Rosy e Vicq. Dopo due racconti completi, le avventure vengono pubblicate in serie come scenette settimanali. Diventa rapidamente una delle serie di fumetti per bambini più popolari nel mondo francofono.
Boule e Bill è stato adattato una prima volta in cartone animato (composto da 26 episodi da 5 minuti) nel 1969, poi una seconda volta è stato trasmesso su TF1 nel gennaio 2015, poi una terza volta nella trasmissione Ludo su France 3 dal 23 gennaio 2016. È stato anche oggetto di un adattamento cinematografico nel 2013.
Una statua di Boule et Bill, realizzata dallo scultore di Bruxelles Tom Frantzen nel luglio del 2000, è stata eretta, con l'aiuto della cittadina di Jette al Rond-Point Boule et Bill, a poche decine di metri dal luogo in cui ha abitato Roba per diversi decenni.

## Riassunto
La serie racconta le avventure familiari di un bambino di 7 anni, Boule, e del suo cane, un cocker spaniel di nome Bill. Nelle storie compaiono anche la madre e il padre di Boule, la tartaruga Caroline, la vicina e il suo gatto Caporal, e altri personaggi ancora. Consiste in una serie di scenette, suddivise in più album, ad eccezione di Globe-trotters, che è una storia completa. La maggior parte delle scene avviene dentro o intorno alla casa o in vacanza, al mare o in montagna.

## Personaggi

### Personaggi principali

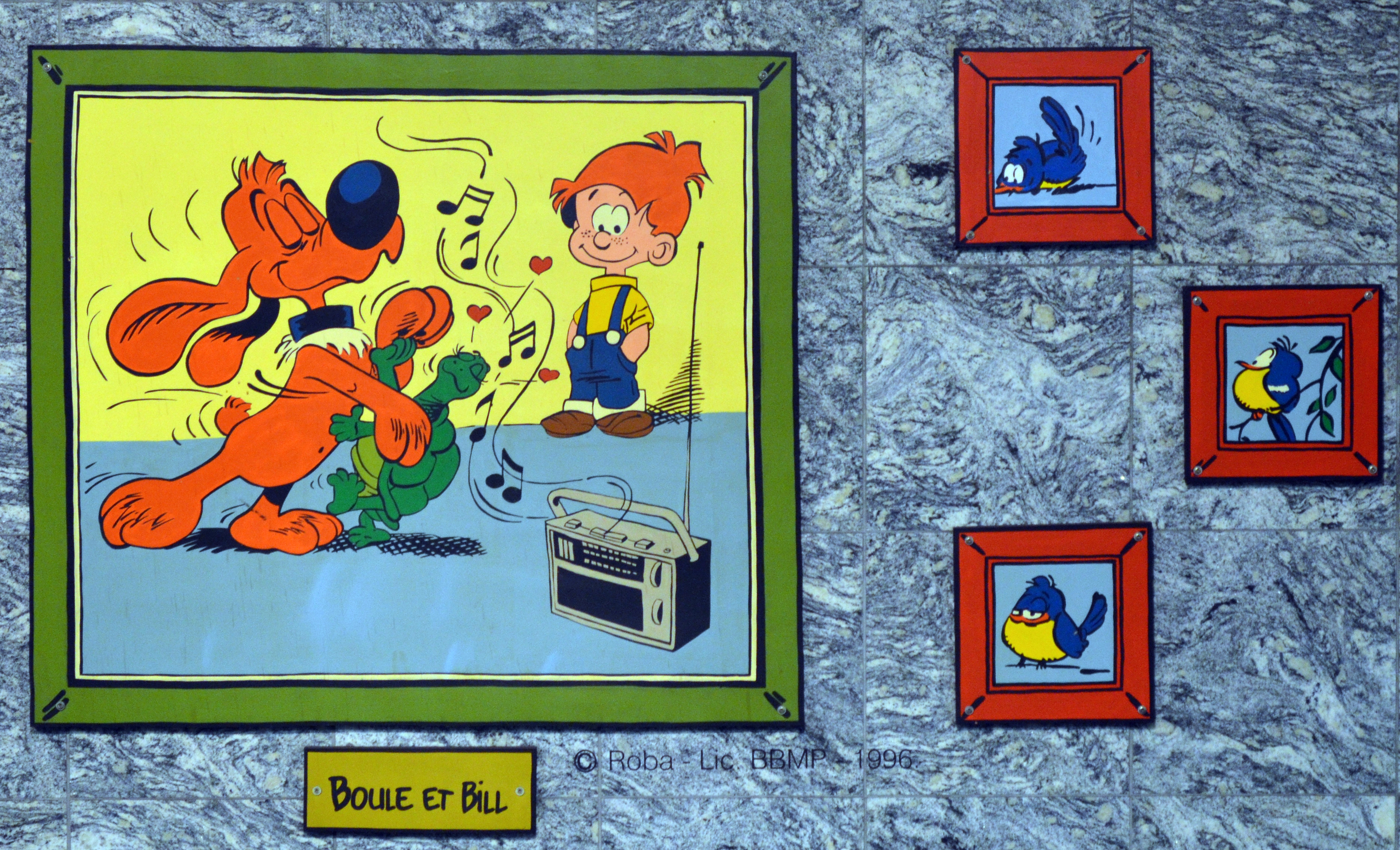
Boule, Bill, la tartaruga Carolina e alcuni uccelli, rappresentati nella stazione della metropolitana a Charleroi in Belgio.

- Boule, un bambino con i capelli rossi, è padrone e amico di Bill, il suo cane. Indossa sempre la stessa salopette blu e una maglietta gialla. La sua età (sette anni) è menzionata solo una volta. Il nome di Boule è ispirato al soprannome "Bouboule" (cicciottello) che il figlio dell'ideatore Jean Roba, Philippe, aveva a scuola perché era un po' paffutello.[1]
- Bill è un cocker inglese, il quale non parla agli umani ma riesce a farsi capire solo tramite le sue lunghe orecchie, che orienta a suo piacimento, il che dà origine a varie gag.[2] D'altro canto, può comunicare con gli altri animali, in particolare con la sua migliore amica, Caroline, la tartaruga di Boule. È molto furbo e scaltro quando si tratta di trovare cibo. Ama dormire e salire sul divano, ma odia i bagni. Il suo nome riprende quello del cane di Jean Roba.[3]
- I genitori di Boule sono i classici prototipi di padre e madre. La madre di Boule, Carine, svolge principalmente il ruolo di casalinga, riparando ad esempio i danni causati da Boule e Bill. Contemporaneamente amico e padre, il padre di Boule (Pierre), cerca di educare suo figlio sfruttando ogni occasione per insegnargli cose nuove. Purtroppo si trova spesso in situazioni difficili, in cui rifiuta di ammettere i propri errori davanti a Boule essendo molto sicuro delle sue conoscenze. È un consulente di pubblicità, egli cerca degli slogan per delle campagne radiofoniche e pubblicitarie su ordine del Sig. Coupon-Dubois. Guida una Citroën 2CV rossa. I loro nomi non sono mai stati menzionati nei fumetti.
- Caroline è la tartaruga della famiglia. È una tartaruga di terra greca che vive nel giardino e la cui capacità di scavare ossa inizialmente spaventa Bill, che solo in seguito scopre che lei preferisce l'insalata. Da allora i due sono diventati migliori amici; le loro discussioni sono spesso il pretesto per una (leggera) critica degli esseri umani. Caroline è insonne e ama l'attività; adora i bob, le altalene e molti altri giochi. Più volte il lettore può pensare che sia innamorata di Bill.
- Pouf è l'amico di Boule. Pensa solo a giocare agli indiani, a calcio e ai pirati. Spesso imbronciato, non vede nulla a causa della lunga frangia che gli nasconde gli occhi. Bill non va sempre molto d'accordo con Pouf e talvolta gli fa dei brutti scherzi.

### Personaggi secondari
- Il cugino Alfred ed Elliott: amichevole parente di famiglia, il cugino Alfred vive con la moglie in Bretagna. Lavora su una portaerei.[4] Nel volume 31, il lettore scopre che Alfred ha un cane di nome Elliott, con il quale Bill non va molto d'accordo e lo considera, infatti, ingordo, ladro e scansafatiche[5]. Appaiono solo in poche gag.
- Madame Mylène Stick e Caporale: vedova di un colonnello, Madame Stick è la vicina autoritaria della famiglia Boule (che a volte si comporta come un generale con Boule!). Possiede un gatto siamese, chiamato Caporal, che è l'acerrimo nemico di Bill.
- Frank e T.Rex: Frank è soprannominato da Boule "la feccia del quartiere" e terrorizza i bambini del quartiere. Ha un cane, altrettanto tonto e cattivo come lui, chiamato T. Rex («un incrocio tra un pitbull e un dinosauro ! Ferocità allo stato grezzo!»).[6] I due diventano rapidamente i nemici invadenti di Boule e Bill. Fortunatamente, non sono mai a corto di idee per sfuggire loro o ridicolizzarli!
- Gérard: un ragazzino snob e presuntuoso con un cane che gli somiglia molto, che appare di tanto in tanto nella serie, Gérard finisce sempre per essere ridicolizzato dagli stratagemmi di Boule e Bill e dei suoi amici.
- Hildegarde: è la cugina di campagna di Pouf. Appare solo su quattro scene della serie.
- Nocciola: questa bella moretta appare nei primi volumi ma diventa poi sempre più rara. Boule non è indifferente al suo fascino...
- John-Cadre d'Hinnamich: nel volume Globe-trotters, dove la famiglia di Boule vince un viaggio in giro per il mondo, è il loro accompagnatore. È il prototipo del giovane dirigente scrupoloso, sempre attento agli orari che non viene mai meno ai suoi compiti. Viene chiamato JC. Il suo nome è un gioco di parole con "giovane dirigente dinamico".
- L'agente 22: è il poliziotto del quartiere in cui risiede la famiglia di Boule e Bill. È un bambinone e una persona maldestra.
- Il macellaio: il grande amico di Bill, gli dà sempre le ossa.
- L'insegnante: Non molto severo. Spesso deve impedire a Boule di portare Bill in classe. Roba gli ha dato le caratteristiche di Morris.
- Il ladro: naturalmente molti ladri e altri banditi compaiono nelle avventure di Boule e Bill. Ma solo uno fa amicizia con il nostro cocker monello, portandogli dei regali per il suo compleanno o accendendo la televisione durante i suoi periodi di insonnia[7]. Questa grande storia di amicizia perdura per diversi volumi, iniziando quando Bill gli regala i suoi prodotti per la toeletta, impedendo al ladro di andarsene a mani vuote. E con l'occasione evitando il suo bagno! A volte aiuta anche la famiglia quando questa si assenta, riordinando, annaffiando le piante, e facendo altre mansioni.
- M. Coupon-Dubois: il capo del padre di Boule. Consulente pubblicitario, è un grande sportivo che invita costantemente il suo dipendente a partecipare alle sue attività (golf, tennis, tiro al piattello), discipline in cui il padre di Boule non primeggia!
- Pluche:[8] tra gli amici di Bill, Pluche è uno di quelli che appare più regolarmente nei fumetti. Questo cane bianco, con una grande macchia nera che gli copre quasi tutta la schiena, è imponente quanto gentile. Docile e un po' goffo, ha una tecnica molto particolare per conservare il suo cibo: nasconde tutto ciò di cui ha bisogno nei suoi lunghi peli !
- Vittorio: questo bambino bruno appare come un personaggio abituale dal volume 29. Fa parte di un circo che si è stabilito in città e ha molti animali esotici tra cui un camaleonte (Harold), un elefante (Bruno), un coccodrillo vegetariano (Gaspard) e anche dei pinguini (i fratelli Karamazov)[9]. Diventa rapidamente uno dei migliori amici di Boule e Bill.
- Gli altri cani della banda: altri cani vengono regolarmente citati e spesso compaiono nei vari volumi. Principalmente:
  - Rip, l'altro amico di Bill, un cane di colore caramello, con delle macchie e le orecchie nere, appare spesso quando la banda di Bill si riunisce, soprattutto per il compleanno di quest'ultimo.
  - Flip lavora in aeroporto per la squadra Narcotici. Il che forse spiega il suo sguardo un po' allucinato![10]
  - Blacky è un cane nero, con una macchia bianca sul petto, appare alcune volte nella serie.
  - Presentata come una cagnetta in una delle gag, una simpatica bulldog il cui nome non viene mai menzionato, appare spesso nella banda. È riconoscibile dalla sua collana di perle rosse. Non esita a intervenire con l'aiuto di Pluche e Rip quando il padre di Boule vuole provare il DOG-O-Matic su Bill, un dispositivo per lavare i cani[11]!

## Pubblicazione

### Album
Gli album di Boule e Bill sono stati pubblicati per la prima volta dall'editore Dupuis, poi dal 1987 dall'editore Dargaud Benelux.
In 40 anni, sono state vendute circa 25 milioni di copie e sono state tradotte in una quindicina di lingue.

#### Edizioni Dupuis
- 0 : Trésors des mini-récits : Boule contre les mini-requins, 1959[13]
- 1. 60 gags de Boule et Bill, 1962
- 2. 60 gags de Boule et Bill, 1963
- 3. 60 gags de Boule et Bill, 1966
- 4. 60 gags de Boule et Bill, 1967
- 5. 60 gags de Boule et Bill, 1969
- 6. 60 gags de Boule et Bill, 1970
- 7. Des gags de Boule et Bill, 1971
- 8. Papa, maman, Boule et… moi, 1972
- 9. Une vie de chien !, 1973
- 10. Attention chien marrant !, 1974
- 11. Jeux de Bill, 1975
- 12. Ce coquin de cocker, 1976
- 13. Carnet de Bill, octobre 1976
- 14. Ras le Bill !, juin 1977. Prix de la meilleure œuvre comique étrangère au festival d'Angoulême 1978.[14]
- 15. Bill, nom d'un chien !, 1978
- 16. Souvenirs de famille, 1979
- 17. Tu te rappelles, Bill ?, 1980
- 18. Bill est maboul, 1980. Alfred Enfant al festival di Angoulême 1981
- 19. Globe-trotters, 1982
- 20. Strip Cocker, 1984
- 21. Billets de Bill 1987

Nel 1999, in occasione del 40º anniversario della serie, la collezione è stata ridisegnata: gli album, che prima contenevano 64, 56 o 48 pagine, sono stati standardizzati in 44 tavole ei primi otto volumi sono stati ricolorati. Il loro numero passa così da 21 a 24. Nel 2008 questi album prendono i seguenti nomi:
1. Tel Boule, tel Bill
2. Boule et Bill déboulent
3. Les Copains d’abord
4. Système Bill
5. Bulle et Bill
6. Tu te rappelles, Bill ?
7. Bill ou Face
8. Souvenirs de famille
9. Le fauve est lâché
10. Bill, chien modèle
11. Bill de match
12. Sieste sur ordonnance
13. Papa, Maman, Boule et… moi
14. Une vie de chien
15. Attention chien marrant !
16. Jeux de Bill
17. Ce coquin de cocker
18. Carnet de Bill
19. Ras le Bill
20. Bill, nom d'un chien !
21. Bill est maboul
22. Globe-trotters
23. Strip-Cocker
24. Billets de Bill

Raccolta del Carosello presso Dupuis
- 1. Boule et Bill en pique-nique, 1966
- 28. Boule et Bill, la maison perdue, 1968
- 36. Boule et Bill à la montagne, 1969

#### Edizioni Dargaud Benelux
22. V'là Boule et Bill, 1988
23. Faut rigoler!, 1991
24. Bwouf allo Bill?, 1996
Nel 1999 la collezione è stata rifatta seguendo quella di Dupuis. Gli album di Dargaud Benelux hanno semplicemente cambiato numero. Dal volume 29, Laurent Verron prende il posto di Roba e realizza i disegni per Boule e Bill. La sceneggiatura è garantita da Cric, Pierre Veys e Diego Aranega.
25. Les V'là!, 1999
26. Faut rigoler!, 1999
27. Bwouf allo Bill?, 1999
28. Les Quatre Saisons, 2001
29. Quel cirque!, 2003
30. La Bande à Bill, 2005
31. Graine de cocker, 2007
32. Mon meilleur ami, 2009
33. À l'abordage!!, 2011
34. Un amour de cocker, 2013
35. Roule ma poule, 2014
36. Flair de cocker, 2015
Alla fine del 2016 è uscito il 37º album, firmato dallo sceneggiatore Christophe Cazenove e il fumettista Jean Bastide.
37. Bill est un gros rapporteur!, 2016
38. Symphonie en Bill majeur, 2017
39. Ya d'la promenade dans l'air, 2018
40. Bill à facettes, 2019
41. Bill se tient à Caro, 2020

#### Antologie
- Plumes, poils et compagnie, 2003
- En vadrouille, 2004
- Jeux d’hiver, 2004
- Home sweet home, 2004

#### Fuori collezione
- L’Album de famille de Boule & Bill, 1987
- Boule & Bill en famille, 1997
- Boule & Bill font la fête (40e anniversaire), 1999[16]
- S.O.S planète, 2008
- Compil nonos de neige / Roba. Marcinelle : Dupuis, 11/2010, p. 48 ISBN 978-2-8001-4846-5.

#### Una straordinaria avventura di Boule e Bill
Bill è scomparso!, 1990 - uscita del primo album, inizialmente offerto come extra al giornale Spirou nel 1979. Questo album collaborativo ha solo 2 pagine scritte da Roba: la prima e l'ultima. Altri vignettisti hanno prodotto il contenuto dell'album, un po' secondo il principio del gioco dei cadaveri eccellenti: era prevista solo una trama iniziale, con ciascuno degli autori liberi da lui scelti. Tra i partecipanti alla prima edizione ci sono:
- Dupa: Cubitus si traveste da investigatore e dà fuoco al giardino di Semaphore. I segnali di fumo vengono visti da tutti.
- Tibet: Kid Ordinn nota alcuni strani segnali di fumo e pensa (Chick) che Bill sia scomparso, così invia un telegramma.
- Deliège: Bobo cerca di scappare scavando un tunnel con Bill Lechien (un altro detenuto) ma il telegramma allerta la prigione.
- Jannin: la talpa Augraphie è sorpresa dai rumori di un piccone nel seminterrato (questa scena verrà poi ripresa senza gli elementi di continuità nella ripubblicazione delle liti di Arnest Ringard e Augraphie). Gli abbai di dolore di Arnest vengono trasmessi in onde brevi.
- Will: Tif prova un ricevitore a onde brevi e riceve uno strano messaggio in codice Morse di un cane che abbaia: inizia un inseguimento di Tif e Tondu con un elicottero, da dove sembrano provenire le emissioni. Non guardando dove stanno andando, saltano da una scogliera su un aereo BARDAF.
- Walthéry: Natacha deve pagare un riscatto per recuperare Bill. Si vede passare anche Benoît Brisefer e il vecchio Bleu, il quale non apprezza la bomba finta e il pericolo in cui si trova Bill.
- Jidéhem: il vecchio Bleu vola nelle piume del pilota dell'elicottero pirata; si schianta e il pilota ruba un'auto. Sophie, che ha visto tutto, lo insegue insieme all'Œuf e lo getta in secondo piano. Il pirata viene scaraventato ma Sophie recupera la valigetta contenente il riscatto.
- Conrad e Yann: un patetico investigatore privato usa il suo lombrico localizzatore per trovare Bill. Trova solo un amore alla sua portata.
- Frank Pé: Broussaille compra un maiale (vivo) da un macellaio: quest'ultimo, il cui figlio ha adottato un riccio, deve separarsi dal maiale perché i due animali non vanno d'accordo. Dopo svariate avventure, il maiale ingoia un lombrico localizzatore che aveva trovato Bill.

Oltre la storia sopra descritta, alcune scene separate completano l'album:
- Franquin: la ripresa della scena Gaston dell'incubo di Longtarin, in cui l'ultimo riquadro cambia: il parchimetro non viene più conficcato nel terreno da un martello, ma resta eretto sul marciapiede, bagnandosi il fondo in una pozza di urina.
- Jijé: Jerry Spring e Pancho sbarcano nel vecchio continente. Pancho AMA i cani, ma solo se cucinati in salsa da sua nonna Kiowa.

Alcune delle storie, così come la copertina (un collage di Walthéry con gli eroi della storia e altri che non compaiono), vengono eliminate nella ristampa del 1990, che utilizza un collage di disegni di Roba.

#### Numeri fuori collezione
- Boule & Bill créent une entreprise
- L’Entreprise de Boule et Bill
- L’Entreprise de Boule et Bill en Europe
- Boule et Bill à Novotel
- Boule et Bill en vacances à Novotel
- Boule et Bill + Caroline
- Sabena World AirLines
- Boule et Bill à la montagne
- Boule et Bill à la mer
- Boule et Bill à la campagne
- Quelques gags de Boule et Bill
- Papa, maman, Boule… et moi
- Les Meilleurs Gags de Boule et Bill
- Globe-trotters n°1
- Globe-trotters n°2
- Faut rigoler
- Petites Histoires
- Boule et Bill déboulent (vol. 2) / par Jean Roba. Bruxelles : Dargaud, 05/2008, p. 46 ISBN 978-2-8001-4188-6.
- Les Copains d'abord (vol. 3) / par Jean Roba. Bruxelles : Dargaud, 05/2008, p. 46 ISBN 978-2-8001-4189-3.
- Le rire c’est la santé
- Les Belles Histoires
- Toutou fou!
- Ce cabot de Bill
- Bill, bam, Boule !
- Au fil de l’eau
- À l’école… vite !
- La Mélodie du bonheur
- Bill bisous
- Tous à la plage !
- Tous en vacances
- Boule et Bill et leurs amis
- Croque-jeux
- Best Wouf ! / par Jean Roba et Laurent Verron. Bruxelles : Dargaud, 04/2017, p. 46 ISBN 978-2-505-06975-1.

#### Edizioni Atlas
- 32 gags hilarants de Boule et Bill - À l’école… vite ! (1999)

#### Edizioni Mediatoon
- Collection Wakatoon : Boule et Bill - La bonne cachette et autres histoires / Collectif, 2019 ISBN 2-490711-00-8.

### Riviste
- La rivista di Boule and Bill è stata pubblicata per la prima volta nel novembre 2006 ogni 6 settimane fino al numero 16 nel novembre 2008 (ultimo numero).

## Adattamenti

### Traduzioni
Boule et Bill è stato tradotto e adatto in inglese con il titolo Billy and Buddy da Cinebook:
1. Remember this, Buddy? - giugno 2009 - (ISBN 978-1-905460-91-5);
2. Bored Silly with Billy - settembre 2010 - (ISBN 978-1-84918-049-8);
3. Friends First - giugno 2012 - (ISBN 978-1-84918-124-2).

### Metodo di lettura
Boule et Bill è stato oggetto di un metodo di lettura pubblicato nel 1987 da Magnard éditions, realizzato da Charles Astruc e Jocelyne Girard (ISBN 978-2-210-62300-2). Fu utilizzato in Francia nell'insegnamento della lettura durante il corso introduttivo ed è tuttora utilizzato in alcune accademie.

### Cartoni animati
- 1975 : Boule et Bill, serie di cartoni animati diretta da Ray Goossens.
- 2005 : Boule et Bill, serie di cartoni animati diretta da Francis Nielsen.
- 2015 : Boule et Bill, serie di cartoni animati diretta da Philippe Vidal.

### Film
Nel 2013 Alexandre Charlot e Franck Magnier, scrivono e dirigono un film, Boule et Bill, con Marina Foïs e Franck Dubosc nei ruoli dei genitori di Boule e Charles Crombez nel ruolo di Boule.
Nel 2017, esce il seguito : Boule e Bill 2.

### Videogiochi
- 2004 : Boule et Bill : Au voleur ! (PC)
- 2005 : Boule et Bill à la rescousse ! (PC)
- 2006 : Boule et Bill : Boule à rétréci ! (PC)
- 2008 : Boule et Bill : Vive les vacances ! (Nintendo DS)